# Atalanta B.C.
Atalanta Bergamasca Calcio, bedre kendt som Atalanta B.C. eller bare Atalanta, er en italiensk fodboldklub fra byen Bergamo i Lombardiet. Klubben blev grundlagt i 1907 og spiller sine hjemmekampe på Stadio Atleti Azzurri d'Italia, der af sponsorhensyn for tiden kaldes Gewiss Stadium. Klubben spiller i blå og sorte striber.

## Historie
Atalanta blev grundlagt i 1907 af en flok studerende. Klubben er opkaldt Atalante. Hun var i den græske mytologi en jomfruelig og atletisk jægergudinde. Det er hende, der ses stiliseret i klubbens logo. Klubben blev i 1920 lagt sammen med lokalrivalerne fra Bergamasca og fik derved sit nuværende navn.
I 30 år, fra 1940 til 1969, var Atalanta konstant i Serie A med kun én afbrydelse på en enkelt sæson. Da holdet var en af de få klubber uden for de italienske provinshovedstæder, der klarede sig så godt, grundlagdes holdets ry som "Provinsens Dronning". I 1950'erne blev Atalanta en danskerklub, hvor bl.a. Jørgen Leschly Sørensen og Karl Aage Hansen slog deres folder som en del af den store danske spillereksport til Italien i denne periode. Det var dog først i 1963, hvor man finalebesejrede Torino med 3-1, at man vandt sin første titel i form af Coppa Italia. Det var med med Flemming Nielsen på holdet.
Siden slutningen af af 1960'erne har Atalanta været en elevatorklub, der både har haft længere ophold i Serie A og Serie B. Kun en enkelt sæson har man været helt nede i Serie C, og man er således blandt Italiens mest stabile klubber udenfor den absolutte top. I 1988 nåede klubben som Serie B klub semifinalen i Pokalvindernes Europacup, som man havde kvalificeret sig til gennem et finalelederlag til doublevinderne fra Napoli. Da man samtidig rykkede ned i Serie B, kom man op på siden af Cardiff City som det andendivisonshold, der har fået den bedste europæiske placering.
Klubbens bedste periode er kommet inden for de seneste år, hvor man ikke bare har stabiliseret sig i Serie A. Man har opnået de bedste placeringer i klubbens historie med bl.a. to tredjepladser i Serie A og deltagelser i Champions League. Det skete under ledelse af træner Gian Piero Gasperini og med spillere som Papu Gómez, Duván Zapata, Josip Iličić og Pierluigi Gollini på holdet. Atalanta blev kendt for kompromisløst presspil og en utæmmelig mållyst. I 2019-2020 sæsonen nåede klubben op på 95 mål i Serie A, hvilket var det højeste antal et hold havde præsteret, siden Fiorentina gjorde det samme i 1959.
I 2020 blev Stadio Atleti Azzurri d'Italia moderniseret og fik sponsornavnet Gewiss Stadium. Det betød, at bl.a. hjemmekampene i Champions Lague mod FC Midtjylland kunne spilles i Bergamo. Dog uden tilskuere pga. Covid19-situationen.

## Ungdomsafdeling
Atalanta er berømt for sin fornemme talentudvikling, der under ledelse af Mino Favini har udviklet landsholdsspillere som bl.a. Alessio Tacchinardi, Gaetano Scirea, Riccardo Montolivo, Giampaolo Pazzini, Manolo Gabbiadini og Mattia Caldara.

## Titler
Coppa Italia (1): 1962-63
Europa League (1): 2023-24
Serie B (6): 1927-28, 1939-40, 1958-59, 1983-84, 2005-06, 2010-11
Serie C1 (1): 1981-82

### Spillere
Oversigten er opdateret til og med 30. marts 2024
| Nr. | Land      | Position | Spiller                                    |
| --- | --------- | -------- | ------------------------------------------ |
| 1   | Argentina | MM       | Juan Musso                                 |
| 2   | Brasilien | FO       | Rafael Tolói (anfører)                     |
| 3   | Sverige   | MI       | Emil Holm (udlånt til Spezia Calcio)       |
| 4   | Sverige   | FO       | Isak Hien                                  |
| 6   | Argentina | FO       | José Luis Palomino                         |
| 7   | Holland   | MI       | Teun Koopmeiners                           |
| 8   | Kroatien  | MI       | Mario Pasalic                              |
| 10  | Mali      | AN       | El Bilal Touré                             |
| 11  | Nigeria   | AN       | Ademola Lookman                            |
| 13  | Brasilien | MI       | Éderson                                    |
| 15  | Holland   | MI       | Marten de Roon                             |
| 17  | Belgien   | MI       | Charles De Ketelaere (udlånt til AC Milan) |
| 19  | Albanien  | FO       | Berat Djimsiti                             |
| 20  | Holland   | MI       | Mitchel Bakker                             |

| Nr. | Land                | Position | Spiller           |
| --- | ------------------- | -------- | ----------------- |
| 23  | Bosnien-Hercegovina | FO       | Sead Kolasinac    |
| 22  | Italien             | MI       | Matteo Ruggeri    |
| 29  | Italien             | MM       | Marco Carnesecchi |
| 31  | Italien             | MM       | Francesco Rossi   |
| 33  | Holland             | FO       | Hans Hateboer     |
| 42  | Italien             | FO       | Giorgio Scalvini  |
| 43  | Italien             | FO       | Giovanni Bonfanti |
| 25  | Frankrig            | MI       | Michel Adopo      |
| 59  | Rusland             | MI       | Aleksei Miranchuk |
| 77  | Italien             | FO       | Davide Zappacosta |
| 90  | Italien             | AN       | Gianluca Scamacca |

## Danske spillere gennem tiden
- Jørgen Leschly Sørensen (1949-1953)
- Karl Aage Hansen (1949-1950)
- Svend Jørgen Hansen (1950-1952)
- Poul Aage Rasmussen (1952-1956)
- Flemming Nielsen (1961-1964)
- Kurt Christensen (1961-1964),
- Magnus Troest (2010-2011)
- Andreas Cornelius (2017-2018)
- Joakim Mæhle (2020-2023)
- Rasmus Højlund (2022-2023)